# Escargots à la provençale
Pour les articles homonymes, voir Escargot.
Ne doit pas être confondu avec Escargots de Bourgogne.
Les escargots à la provençale sont une recette de cuisine traditionnelle de la cuisine provençale, à base d'escargots petits-gris (mourguettes), consommés avec un aïoli, ou une sauce tomate.

## Historique
Les fouilles archéologiques ont montré que la consommation des escargots est attestée depuis au moins -8500 ans. C'est ce qu'a prouvé l'archéologue préhistorien Max Escalon de Fonton dans la vallée de l'Huveaune. Lui et ses équipes ont identifié deux espèces d'escargots alors consommés à parts égales : l'escargot des bois (Helix nemoralis), un gastéropode préférant les zones humides, et le Xerosecta cespitum, un escargot qui ne se rencontre que sur les plateaux secs et le versant des collines.

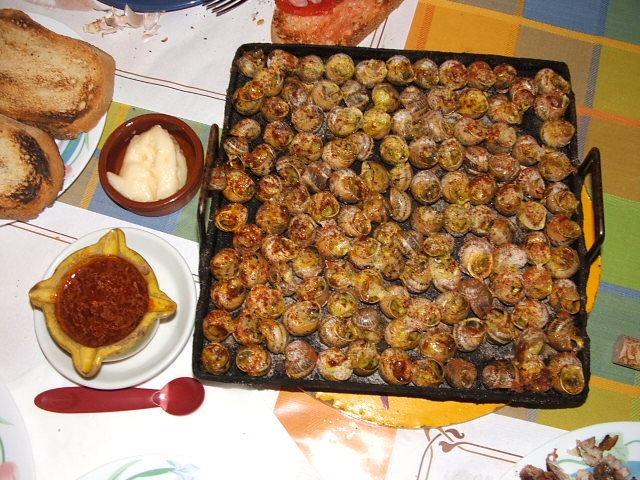
Escargots à la provençale et aïoli
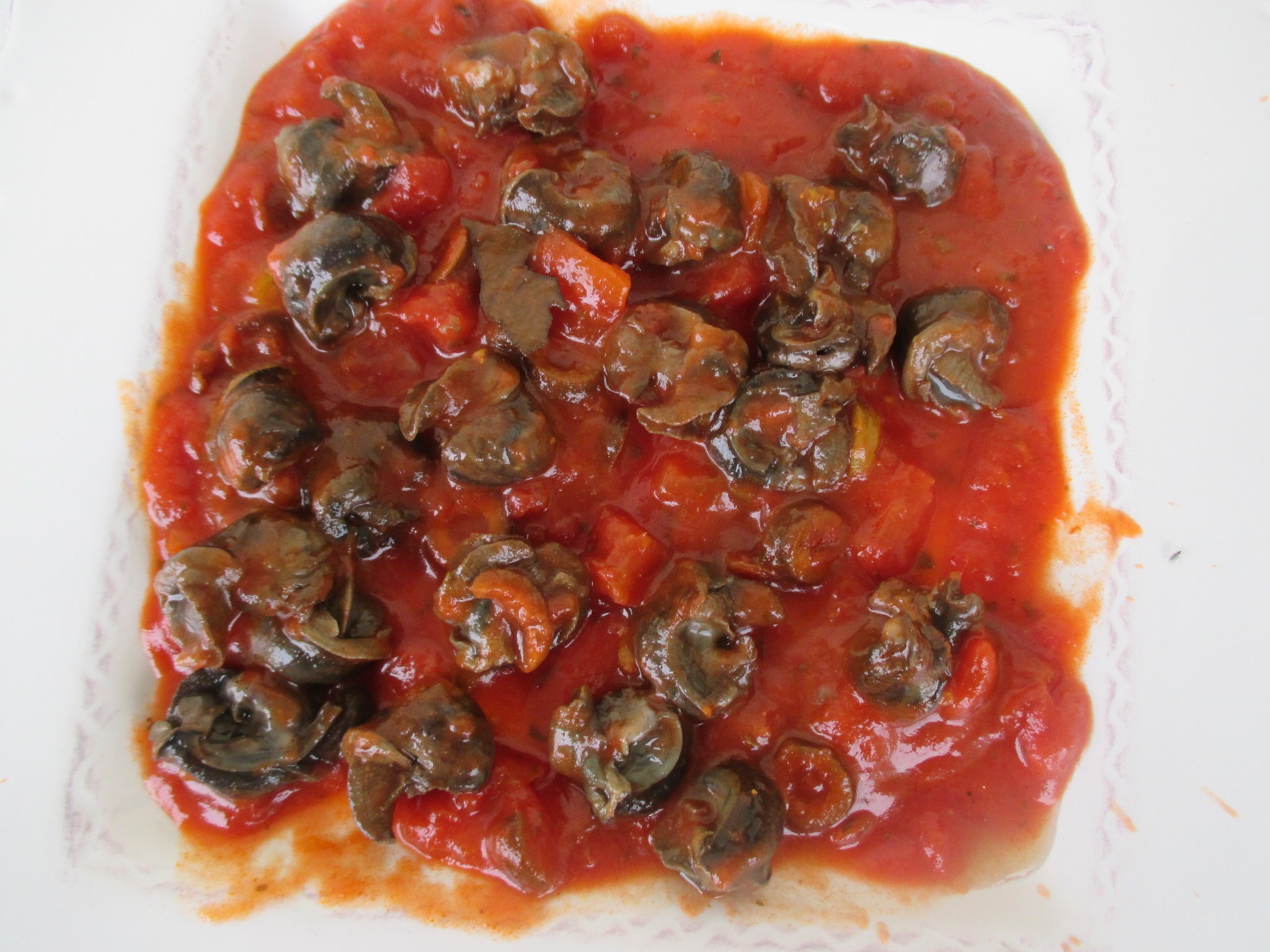
Escargots à la provençale, à la sauce tomate
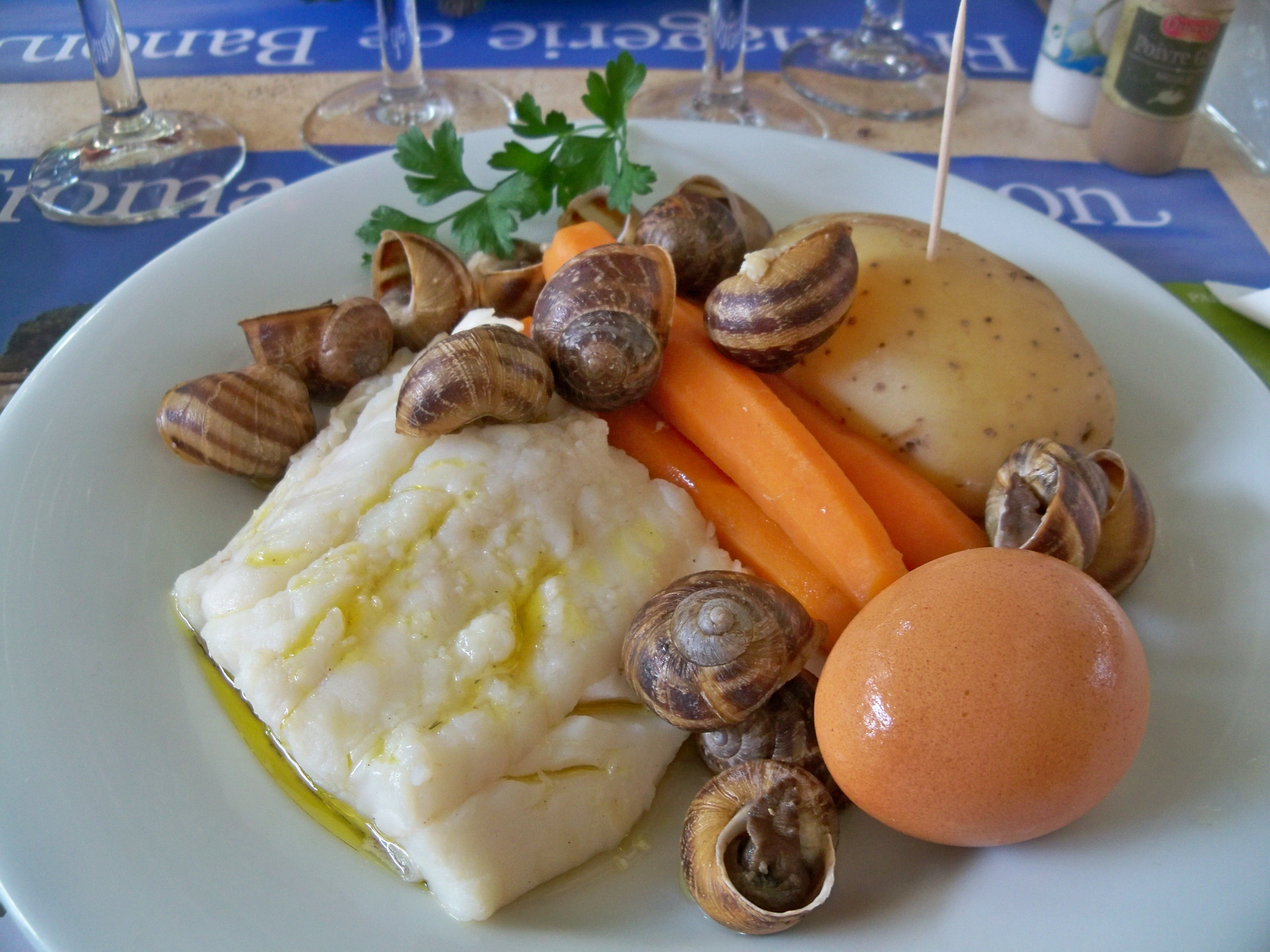
Aïoli garni, et escargots à la provençale

La consommation d'escargots n'est pas propre aux chasseurs-cueilleurs et se poursuit durant la Préhistoire récente, après l'arrivée des premiers agriculteurs. 

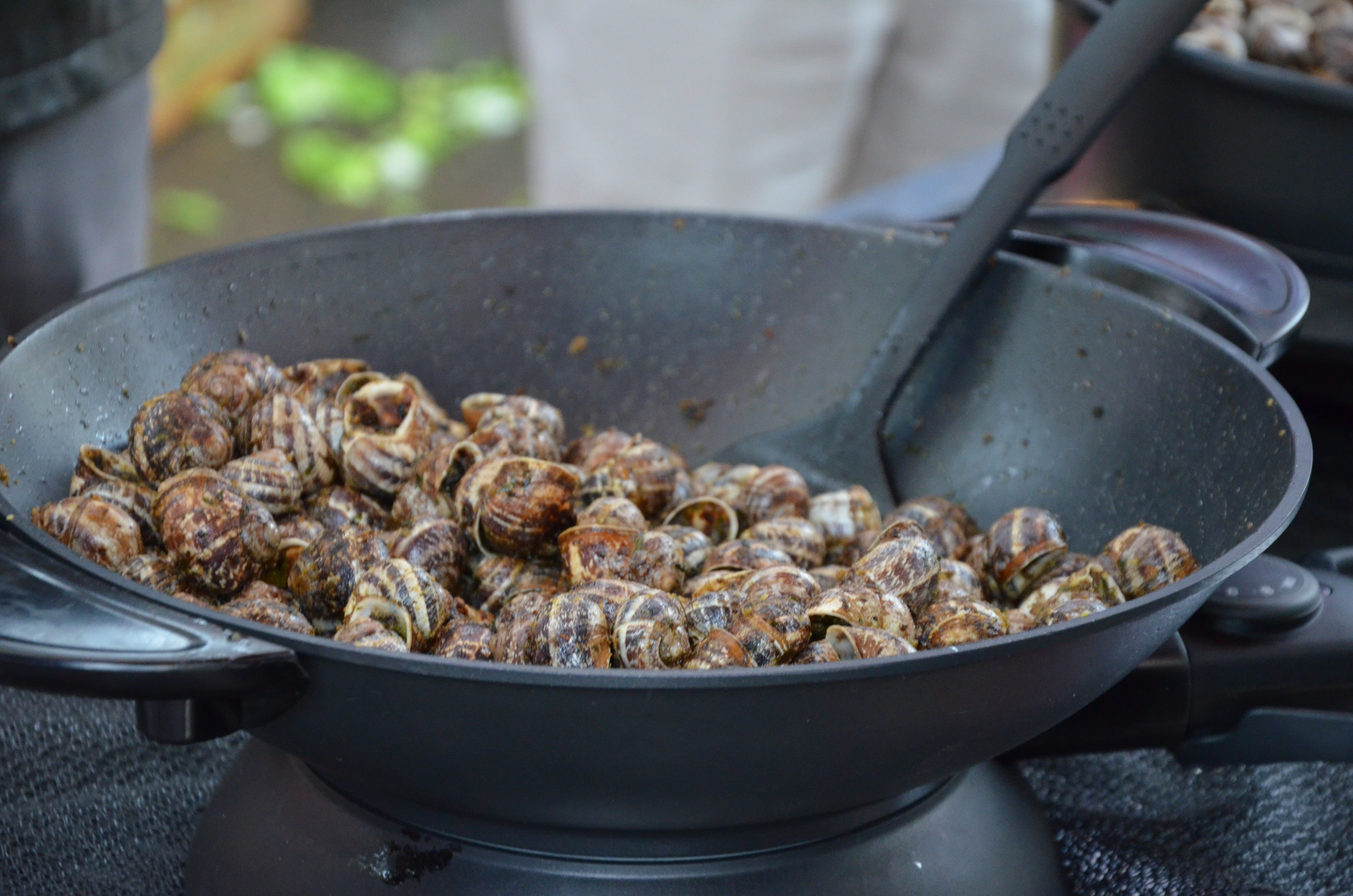
Cuisson des escargots à la provençale

Entre 1994 et 1997, lors des fouilles précédant la construction de la ligne LGV Méditerranée en moyenne vallée du Rhône, des coquilles furent découvertes en si grandes quantités qu'elles ont permis de faire faire une avancée importante à la malacologie. Sur le site du Serre 1, à Roynac, dans la vallée de la Valdaine, furent trouvées en quantité des coquilles d'escargot de Bourgogne. Leur consommation s'est étendue du Néolithique cardial, correspondant aux débuts de l'agriculture, au Bronze final, quand se constitue l'habitat groupé.
L'historien archéologue Fernand Benoit a souligné que ce type d'escargot était très abondant pendant la période des moissons, et donc qu'ils étaient liés aux pratiques agricoles. Ces petits-gris sont d'ailleurs baptisés, en provençal, cacalaus meissounenco. Ils passaient pour rendre les enfants « gras et poupinez ».
Il y eut, pendant des siècles, une véritable frénésie pour leur cueillette. Au début du XVIIe siècle, en 1602, ces mourguettes foisonnaient en Camargue, alors terre à blé. À tel point qu'une famille se consacrant à leur seule récolte saisonnière pouvait s'assurer un revenu de 3 000 écus dans l'année. Au XVIIIe siècle, à Piolenc, dans le Comtat Venaissin, les vignerons durent faire prendre un décret par le Conseil de Ville interdisant leur cueillette dans les vignes, pendant la floraison. Cet important complément de revenu perdura jusqu'à la fin du XIXe siècle. On sait qu'à Évenos, les habitants du hameau de Broussan, dans la vallée d'Ollioules, ne vivaient tout au long de l'année que de leur cueillette et de celle des champignons.

## Préparation

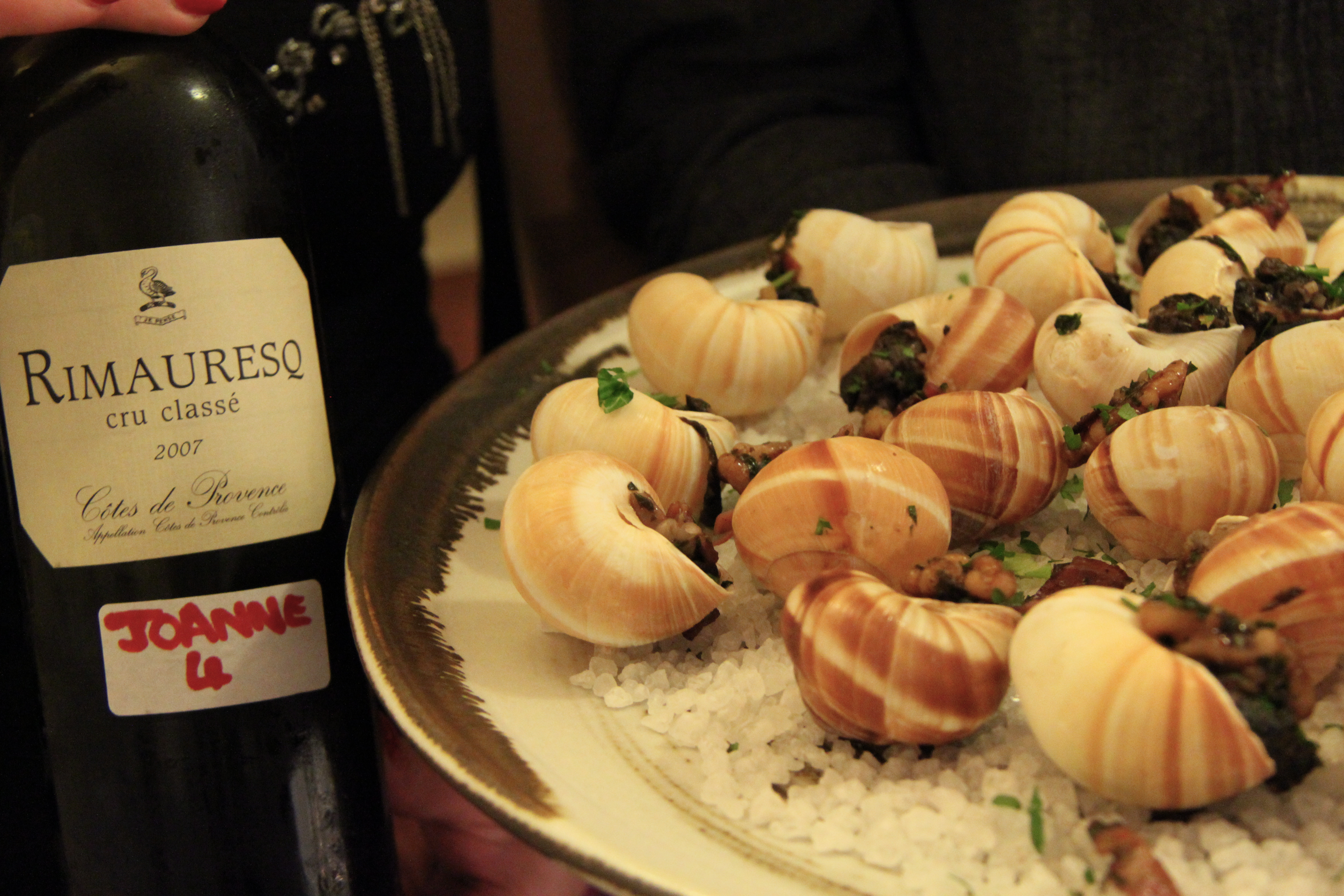
Escargots à la provençale, accompagnés d'un cru classé de côtes-de-provence.

Au cours des moissons, les escargots étaient consommés sur place à la mi-journée, accompagnés d'un aïoli. Le soir, à table, ils se mangeaient avec une sauce tomate à l'huile d'olive, vin blanc, oignons et chair à saucisse, présentés avec, ou sans coquilles. La recette actuelle n'a pas varié.
La consommation d’escargots est un des ingrédients importants du régime méditerranéen et du paradoxe français.

## Accord mets/vin
Traditionnellement, ce mets se consomme avec un vin blanc du vignoble de Provence comme un cassis, un côtes-de-provence, un coteaux-d'aix-en-provence, un coteaux-varois-en-provence ou encore un maures…

## Variante
- Escargots de Bourgogne